# 디자인코리아페스티벌
디자인코리아페스티벌(Design Korea Festival, DKfestival)은 산업통상자원부가 주최하고 한국디자인진흥원이 주관하는 국내 디자인종합박람회로, 세계산업디자인협의회(ICSID)와 세계그래픽디자인단체협의회(ICOGRADA)로부터 국제 행사 인증을 받았다.

## 명칭 변화
- ‘디자인코리아’라는 표어는 1999년 처음 열린 제1회 산업디자인진흥대회의 슬로건으로 처음 등장하였다. 이후 한국디자인진흥원이 ICOGRDA2000과 ICSID2001을 개최한 데에 이어 국내 디자인종합박람회인 2003년 <제1회 서울세계베스트디자인전>을 개최했고, 2004년에 서울세계베스트디자인전의 명칭을 ‘디자인코리아’로 개칭했다.[2]
- 2019년부터 디자인코리아페스티벌(DKfestival)로 개칭했다.[3]

## 전시 분야[4]
- 디자인코리아페스티벌은 한국디자인진흥원의 서브브랜드 ‘DK(Design Korea)’을 구성하는 한 갈래이며 아래와 같이 5가지 부문에서 다양한 행사를 통합하여 개최하고 있다.

| 분야          | 내용 |
| ------------- | --- |
| DK EXHIBITION | 국내외 우수콘텐츠 전시 및 우수기업 참여를 통해 디자인 산업의 트렌드 제시 |
| DK BIZ        | 국내외 바이어와의 비즈니스 네트워킹을 통해 기업의 수익 창출과 글로벌 시장 선점 기회 제공 |
| DK AWARD      | 우수디자인(GD)상품선정, 우수디자인전문회사, 대한민국디자인전람회, 대한민국디자인대상, 디자이너 명예의 전당, 초대디자이너 및 추천디자이너, 차세대디자인리더 등 국내외 우수디자인 공모전 수상작과 디자이너로 디자인 흐름 파악 |
| DK CONFERENCE | 국제 디자인 컨퍼런스, 디자인포럼, 세미나로 디자인 산업 전반에 대한 동향 파악 |
| DK JOB FAIR   | 대한민국 디자인 산업을 이끌어 갈 차세대 유망 디자이너 협력망 구축, 국내 유일 디자인 잡페어 |

## 행사 사진

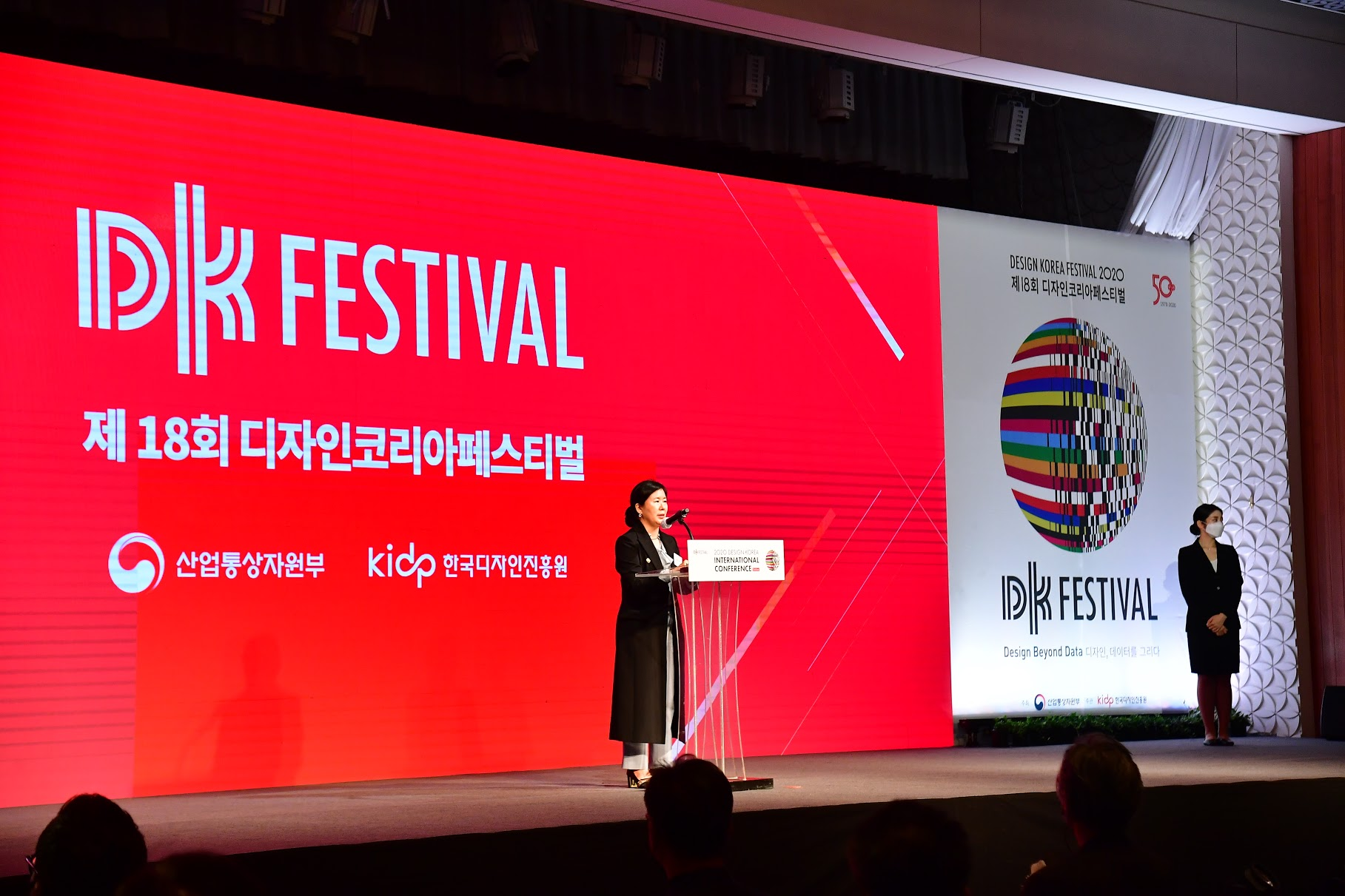
제18회 디자인코리아페스티벌 개막식

## 역대 행사 정보
| 연도   | 행사명                      | 행사일시    | 개최장소                   | 관람객    | 주제                                         |
| ------ | --------------------------- | ----------- | -------------------------- | --------- | -------------------------------------------- |
| 2003년 | 2003 서울세계베스트디자인전 | 12.04~12.08 | 코엑스                     | 131,783명 |                                              |
| 2004년 | 디자인코리아 2004 베이징    | 11.24~11.27 | 베이징 밀레니엄 아트뮤지엄 | 52,941명  |                                              |
| 2005년 | 2005 서울세계베스트디자인전 | 12.01~12.10 | 코엑스                     | 161,232명 |                                              |
| 2006년 | 디자인코리아 2006 상하이    | 11.24~11.27 | 상하이 세무상성            | 67,532명  |                                              |
| 2007년 | 디자인코리아 2007           | 11.29~12.06 | 코엑스                     | 125,127명 |                                              |
| 2008년 | 디자인코리아 2008 광저우    | 09.22~09.25 | 광저우 파저우전시장        | 60,793명  |                                              |
| 2009년 | 디자인코리아 2009           | 12.02~12.08 | 송도 컨벤시아              | 77,076명  | 디자인, 녹색 성장동력                        |
| 2010년 | 디자인코리아 2010           | 12.07~12.12 | 코엑스                     | 78,206명  | 디자인을 통한 공존                           |
| 2011년 | 디자인코리아 2011           | 10.20~10.23 | 코엑스                     | 32,073명  | 스마트 디자인                                |
| 2012년 | 디자인코리아 2012           | 10.25~10.28 | 엑스코                     | 21,238명  | 디자인 융합                                  |
| 2013년 | 디자인코리아 2013           | 10.10~10.13 | 김대중 컨벤션센터          | 20,382명  | K-DESIGN+ = 새로운 변화, 미래를 여는 힘      |
| 2014년 | DK 2014                     | 11.06~11.10 | 킨텍스                     | 32,465명  | 디자인, 창조경제를 꽃 피우다                 |
| 2015년 | DK 2015                     | 11.11~11.15 | 킨텍스                     | 53,629명  | DESIGN BUSINESS FAIR                         |
| 2016년 | DK 2016                     | 11.09~11.13 | 킨텍스                     | 59,114명  | BEYOND ASIA                                  |
| 2017년 | DK 2017                     | 11.08~11.12 | 킨텍스                     | 60,686명  | DESIGN 4.0                                   |
| 2018년 | DK 2018                     | 10.31~11.4  | 킨텍스                     | 60,793명  | K-DESIGN DNA                                 |
| 2019년 | DKfestival 2019             | 11.06~11.10 | 킨텍스                     | 60,975명  | Digital Transformation                       |
| 2020년 | DKfestival 2020             | 11.19~12.18 | 디지택트 (온라인 전시)     | 348,536명 | 디자인, 데이터를 그리다 / Design Beyond Data |

## 정책 반영
노무현 정부 때인 2003년부터 시작하였기 때문에 노무현 정부의 정책사항을 시작으로 역대 대한민국 대통령 및 정부의 정책사항이 반영되었다.
- 노무현 정부 : 신산업 정책의 산업강국 디자인
- 이명박 정부 : 디자인, 녹색성장의 동력
- 박근혜 정부 : 창조경제를 통한 디자인
- 문재인 정부 : 한반도 평화 프로세스 및 4차 산업혁명을 통한 디자인